# 더 러시 아워
더 러시 아워(The Rush Hour)는 미국에서 제작된 E. 메이슨 호퍼 감독의 1928년 코미디, 드라마 영화이다. 마리 프레보스트 등이 주연으로 출연하였다.

## 출연

### 주연
- 마리 프레보스트
- 해리슨 포드

### 조연
- 데이빗 버틀러
- 워드 크레인
- 아서 호이트